# 谌家矶站
谌家矶站是曾经在京广线上的一个铁路车站，站场中心在京广铁路K1180+007处。车站站房位于湖北省武汉市江岸区游湖三村，邮政编码为430011。该站建于1898年，曾为四等站，目前已降为乘降所。目前客运：办理旅客乘降；行李、包裹托运；货运：办理整车货物发到；不办理整车爆炸品及一级氧化剂发到。

## 历史
1898年，该站与江岸站、玉带门站一道建设，车站选址在张公堤堤角外的谌家矶，因此以地命名该站。建站初期，车站有2条股道、旅客站台一座。1903年伴随汉口京广附属铁路投入运营，当时隶属卢汉铁路总公司南段。该站位于朱家河南岸，是京汉铁路进入汉口前的最后一座车站，因此也是汉口的门户。
建站初期，车站办理货物中转及到达业务，但在1949年前客货量并不大。
该站自1908年后隶属组织变动较多，先后由汉广、汉信、广水、孝感车务段管辖。1915年，扩建站台一座。
1919年4月，张公堤环堤支线在玉带门至本站间19公里长的张公堤上动工，次年7月建成，12月旋即拆除。
1958年，京广铁路复线化改造，增修4条股道，站场向北延伸达300m。
至1990年末，车站共有股道7.5条，正线2条、到发线2条、货物线1.5条、牵出线1条，安全线1条。